# Eettafel

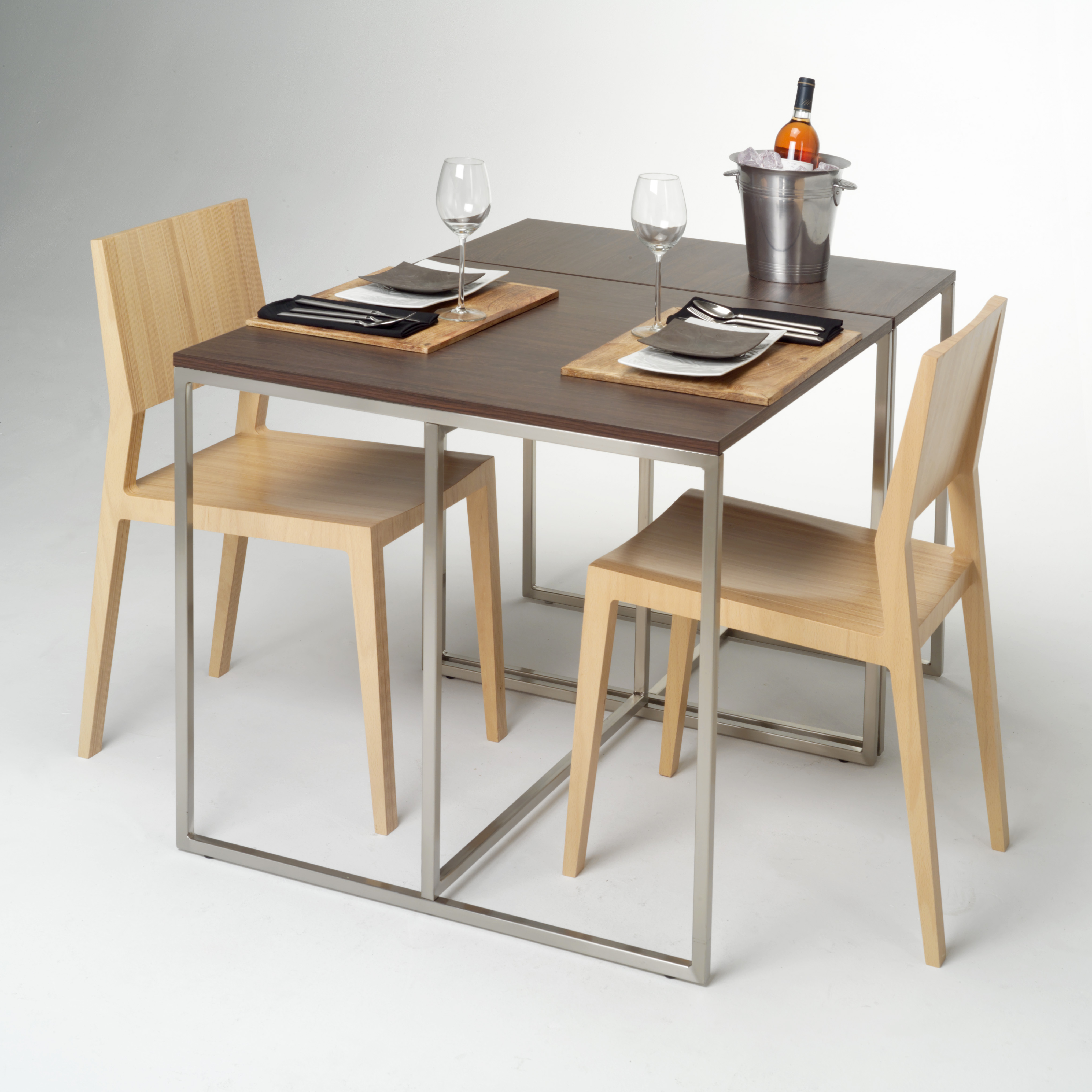
Eettafel voor twee personen

Een eettafel is een meubelstuk dat bestaat uit een horizontaal blad dat ondersteund wordt door een onderstel, met meestal vier poten. Deze wordt gewoonlijk gebruikt om op een comfortabele hoogte voorwerpen op te plaatsen of om gemakkelijk te eten. Daarnaast is de tafel ook zeer geschikt voor veel andere activiteiten. Bijvoorbeeld: allerlei huishoudelijke activiteiten, schrijfwerk, knutselen en andere hobby's enz. Zo’n tafel wordt dan ook gebruikt in combinatie met eetkamerstoelen of zitbanken. Vaak kunnen zulke tafels worden vergroot met één of meer bladen.

## Etymologie
Het woord tafel is te herleiden tot het Latijnse tabula, wat zoveel betekent als: plaat, plank, plat vlak.

## Vorm en functie
Elke tafel is samengesteld uit een egaal plat vlak op een frame met één of meer steunpunten of poten. Er zijn ook tafels met een centraal geplaatste poot. Het tafelblad kan diverse vormen hebben: rechthoekig, rond en ovaal zijn het meest gebruikelijk. Voor erg lange tafels worden extra poten toegepast.
Eettafels zijn er in alle denkbare materialen: hout, metaal, kunststof, rotan enzovoorts.
De breedte van een rechthoekig blad varieert. Veelvoorkomend is een breedte van 90 cm. Ook de lengte van het blad is divers, afhankelijk van het aantal personen die (meestal) om de tafel zitten.
De eettafel is ontworpen om aan te zitten om te eten. Gebruikelijk is hiervoor een hoogte van 75 cm. Een stoel met een zithoogte van 46 cm past hier goed bij.
Bij veel tafels is het mogelijk de afmeting aan te passen aan het aantal mensen die eraan gaan eten. Uitschuiftafels kunnen vergroot worden door aan één of aan beide einden een deel uit te trekken, zodanig dat er een groter plat vlak ontstaat voor meer mensen. Ook zijn er tafels die in het midden een opklapbaar gedeelte hebben, dat bereikbaar wordt door de beide tafelhelften uit elkaar te schuiven en zo het opklapgedeelte ertussen te voegen.

## Geschiedenis
De eerste tafels werden gemaakt in het Oude Egypte. Het waren niet veel meer dan metalen of stenen vlakken die werden gebruikt om dingen op een zekere hoogte boven de vloer te houden. Ze werden niet gebruikt ten behoeve van zittende mensen. Het eten werd geserveerd op een soort grote dienbladen die werden neergezet op een verhoging.
De Grieken en Romeinen maakten al meer gebruik van tafels om van te eten. Na gebruik werd de tafel bij de Grieken onder het ligbed opgeborgen. Deze tafels werden gemaakt van natuursteen, hout of metaal (brons en legeringen van zilver). Later werden de grotere rechthoekige tafels gemaakt van bladen op poten, die samen niet één geheel vormden.
Van het meubilair uit de Middeleeuwen is weinig bekend. Wij weten alleen iets van de modellen die in gebruik waren bij de hogere standen. In het Oost-Romeinse Rijk werden de tafels gemaakt van hout of metaal met vier poten op kruisvormige dragers. Ze hadden grote eettafels, meestal rond of ovaal.
In West-Europa ging de meeste kennis omtrent het meubilair uit de klassieke tijd verloren door de grote volksverhuizingen en vele oorlogen.